# Cyclocross-Weltmeisterschaften 1982
Die Cyclocross-Weltmeisterschaften 1982 wurden am 20. und 21. Februar im französischen Lanarvily ausgetragen. In dem kleinen Ort wurde bereits seit 1958 jährlich ein Cyclocrossrennen auf den Hängen des Aber Wrac’h abgehalten, der so genannte Cyclo-cross du Mingant. Die Vergabe und Ausrichtung der Weltmeisterschaften soll unter anderem eine Versöhnungsgeste nach einem Streit zwischen regionalen und nationalen Funktionären gewesen sein.

## Ergebnisse

### Profis
| Platz | Land        | Sportler           |
| ----- | ----------- | ------------------ |
| 1     | Belgien     | Roland Liboton     |
| 2     | Schweiz     | Albert Zweifel     |
| 3     | Niederlande | Hennie Stamsnijder |

### Amateure
| Platz | Land             | Sportler        |
| ----- | ---------------- | --------------- |
| 1     | Tschechoslowakei | Miloš Fišera    |
| 2     | Tschechoslowakei | Radomír Šimůnek |
| 3     | Schweiz          | Ueli Müller     |

### Junioren
| Platz | Land             | Sportler        |
| ----- | ---------------- | --------------- |
| 1     | Schweiz          | Beat Schumacher |
| 2     | Niederlande      | Erwin Nijboer   |
| 3     | Tschechoslowakei | Radovan Fořt    |